# حسين أباد (غرمسير أردستان)
حسین أباد (بالفارسية: حسین‌آباد) هي قرية تقع في إيران في قسم غرمسیر الريفي. يقدر عدد سكانها بـ 317 نسمة .